# Rivière De Pontois
Pour les articles homonymes, voir Pontois.
La rivière De Pontois est un affluent du Réservoir La Grande 3. Ce cours d'eau coule dans la municipalité de Eeyou Istchee Baie-James, dans la région administrative du Nord-du-Québec, au Québec, au Canada.

## Géographie
Les bassins versants voisins de la rivière De Pontois sont :
- côté nord : baie du lac Pikwahipanan ;
- côté est : passe aciskchiwayach, rivière Asatawasach, rivière de la Corvette et le lac Brune ;
- côté sud : rivière Sakami et le lac de la Frégate (altitude : 312 m) ;
- côté ouest : lac Guyer (altitude : 269 m).

La rivière Sakami a été détournée par un barrage de retenue pour approvisionner la centrale Robert-Bourassa en passant par la rivière de Pontois. La rivière Sakami passe à l'est et au nord du lac de la Frégate lequel a une configuration complexe répartie en cinq grandes zones. Ce plan d'eau comporte plusieurs îles, presqu'îles et baies. Le lac de la Frégate s'approvisionne notamment de la décharge (venant du sud) d'un ensemble de plans d'eau dont le lac Saint-Luc. Le courant venant du sud-ouest soit de la décharge du lac Lejeune traverse le lac de la Frégate sur 17,7 km vers le nord-ouest jusqu'à son embouchure qui est entouré d'une zone de marais. Le courant se déverse alors dans la rivière Sakami, où il prend la direction du nord-est pour rejoindre la rivière De Pontois.
À partir du croisement artificiel de la rivière Sakami (altitude : 310 m), la rivière De Pontois reçoit les eaux de la décharge (venant du nord-ouest) de quelques plans d'eau. Puis, la rivière coule sur :
- 9,1 km vers le nord, jusqu'à la décharge (venant de l'ouest) d'une dizaine de plans d'eau ;
- 2,9 km vers l'est, jusqu'à la décharge (altitude : 291 m) du chenal Masta qui provient de la rivière Sakami ;
- 7,0 km vers le nord, jusqu'à la rive sud-ouest du lac Marbot (altitude : 283 m) ;
- 3,1 km vers le nord-est, en traversant le lac Marbot. À l'embouchure de ce lac, la rivière de Pontois reçoit les eaux du lac Brune (altitude : 283 m) et de la rivière de la Corvette(d) ;
- 7,5 km vers le nord-ouest jusqu'à la décharge (venant de l'ouest) d'environ 17 plans d'eau ;
- 30 km vers le nord en zigzaguant d'est en ouest, tout en recueillant quelques décharges de plan d'eau environnants.

La rivière De Pontois passe sous le pont de la Pontois où elle se déverse au fond d'une longue baie de la rive sud du Réservoir La Grande 3.

## Toponymie
Le toponyme rivière De Pontois a été officialisé le 5 décembre 1968 à la Banque des noms de lieux de la Commission de toponymie du Québec.